# Sylvia Rauan
Sylvia Margareth Rauan, född 5 oktober 1965 i Halden i Norge, är en svensk skådespelare. 

## Biografi
Rauan studerade vid Teaterhögskolan i Stockholm (1989–1992) och har efter studierna varit engagerad vid Riksteatern, Unga Klara, Stockholms stadsteater, Teater Plaza, Upsala Stadsteater, Judiska teatern, Göteborgs Stadsteater och Dramaten. Hon har blivit uppmärksammad för sin medverkan i radioprogrammet Clownen luktar bensin på SR P3.
Sylvia Rauan är gift med skådespelaren Simon Norrthon.

## Filmografi (urval)
- 1980 – Anette
- 1996 – Bengbulan
- 1998 – Ivar Kreuger (TV-serie)
- 2000 – Sleepwalker
- 2001 – Humorlabbet (TV-serie)
- 2003 – Kommer du med mig då?
- 2004 – Lokalreportern (TV-serie)
- 2006 – Babas bilar
- 2014 – Under vågorna
- 2015 – Hemlighet och lögner (TV-serie)
- 2016 – Surprise (kortfilm)
- 2021 – Maria Wern – En orättvis rättvisa (TV-serie)

## Teater

### Roller (ej komplett)
| År   | Roll                    | Produktion                                               | Regi            | Teater                                      |
| ---- | ----------------------- | -------------------------------------------------------- | --------------- | ------------------------------------------- |
| 2008 |                         | Turister Magnus Dahlström                                | Emil Graffman   | Göteborgs Stadsteater                       |
| 2009 | Marinka Grannfrun m.fl. | Mörkrets makt Lev Tolstoj                                | Michaela Granit | Dramaten                                    |
| 2011 |                         | Profeten i Västra Götaland Sofia Fredén                  | Anna Takanen    | Göteborgs stadsteater                       |
| 2017 |                         | Laina och fåglarna Susanna Alakoski                      | Michaela Granit | Scenkonst Sörmland                          |
| 2019 | Immacolata Greco        | Min fantastiska väninna Elena Ferrante                   | Maria Sid       | Kulturhuset Stadsteatern/ Årsta Folkets hus |
| 2021 |                         | Vi hade i alla fall tur med ramavtalet Gertrud Larsson   | Jenny Nörbeck   | Göteborgs stadsteater                       |
| 2023 | Immacolata Greco m.fl.  | Min fantastiska väninna (L'amica geniale) Elena Ferrante | Maria Sid       | Kulturhuset Stadsteatern                    |
| 2025 | Rebecka Åhlund          | Jag som var så rolig att dricka vin med Rebecka Åhlund   | Anna Novovic    | Riksteatern                                 |